# Vicariat apostolique de Mitú
Le vicariat apostolique de Mitú (en latin : Vicariatus Apostolicus Mituensis ; en espagnol : Vicariato apostólico de Mitú) est un vicariat apostolique de l'Église catholique en Colombie directement soumis au Saint-Siège.

## Territoire

Il comprend les municipalités de Carurú, Mitú et Taraira, et les districts de Pacoa, Papunahua et Yavaraté dans le département de Vaupés.
Il possède un territoire d'une superficie de 54 132 km2 divisé en 9 paroisses. Le siège épiscopal est dans la ville de Mitú où se trouve la cathédrale de Marie-Immaculée.

## Historique
La préfecture apostolique de Mitú est érigée le 9 juin 1949 par la constitution apostolique Evangelizationis operi du pape Pie XII en prenant sur le territoire du vicariat apostolique de Los Llanos de San Martín (aujourd'hui archidiocèse de Villavicencio). La mission est confiée à l'institut des missions étrangères de Yarumal.
Elle cède une portion de son territoire le 19 janvier 1989 pour l'érection du vicariat apostolique de San José del Guaviare (aujourd'hui diocèse de San José del Guaviare). Le 19 juin suivant, la préfecture apostolique est élevée au rang de vicariat apostolique sous le nom de vicariat apostolique de Mitú-Porto Inírida.
Il cède une partie de son territoire le 30 novembre 1996 pour la création du vicariat apostolique d'Inírida ; dans le même temps, le vicariat prend son nom actuel.

## Évêques
- Gerardo Valencia Cano, M.X.Y (19 juillet 1949 - 24 mars 1953), nommé vicaire apostolique de Buenaventura
- Heriberto Correa Yepes, M.X.Y (11 novembre 1953 - décembre 1966)
- Belarmino Correa Yepes, M.X.Y (30 octobre 1967 - 19 janvier 1989), nommé vicaire apostolique de Guaviare
- José Gustavo Ángel Ramírez, M.X.Y (19 juin 1989 - 15 septembre 2009)
  - Sede vacante (2009-2013)
- Medardo de Jesús Henao del Río, M.X.Y, depuis le 23 novembre 2013